# Шипиловский проезд
Шипи́ловский проезд — проезд, расположенный в Южном административном округе города Москвы на территории районов Москворечье-Сабурово, Орехово-Борисово Северное и Орехово-Борисово Южное.

## История
Бывший Проектируемый проезд № 5337. Получил новое название 16 октября 1973 года по направлению к бывшей деревне Шипилово, вошедшей в состав Москвы. 12 января 1984 года часть проезда севернее Шипиловской улицы была выделена в новую улицу, получившую название улица Маршала Захарова. В ноябре 2020 года проезд был продлён за счёт безымянного проезда до МКАД и железнодорожной ветки.

## Расположение
Шипиловский проезд проходит от Каширского шоссе на юго-запад (в этом же месте от шоссе на восток проходит улица Борисовские Пруды), по Шипиловской плотине проходит между Нижним Царицынским (с запада) и Борисовским (с востока) прудами, поворачивает на юг, к проезду примыкают Новоцарицынское шоссе с запада и Шипиловская улица с востока, далее к проезду с запада примыкает улица Баженова, затем проезд поворачивает на юго-восток, с востока к проезду примыкают Ореховый бульвар и Ясеневая улица, проезд проходит далее до МКАД и железнодорожной ветке. Параллельно Шипиловскому проезду на северо-восток протекает река Язвенка. Западнее проезда расположен парк «Царицыно». Нумерация домов начинается от Каширского шоссе.

## Примечательные здания и сооружения

### по нечётной стороне

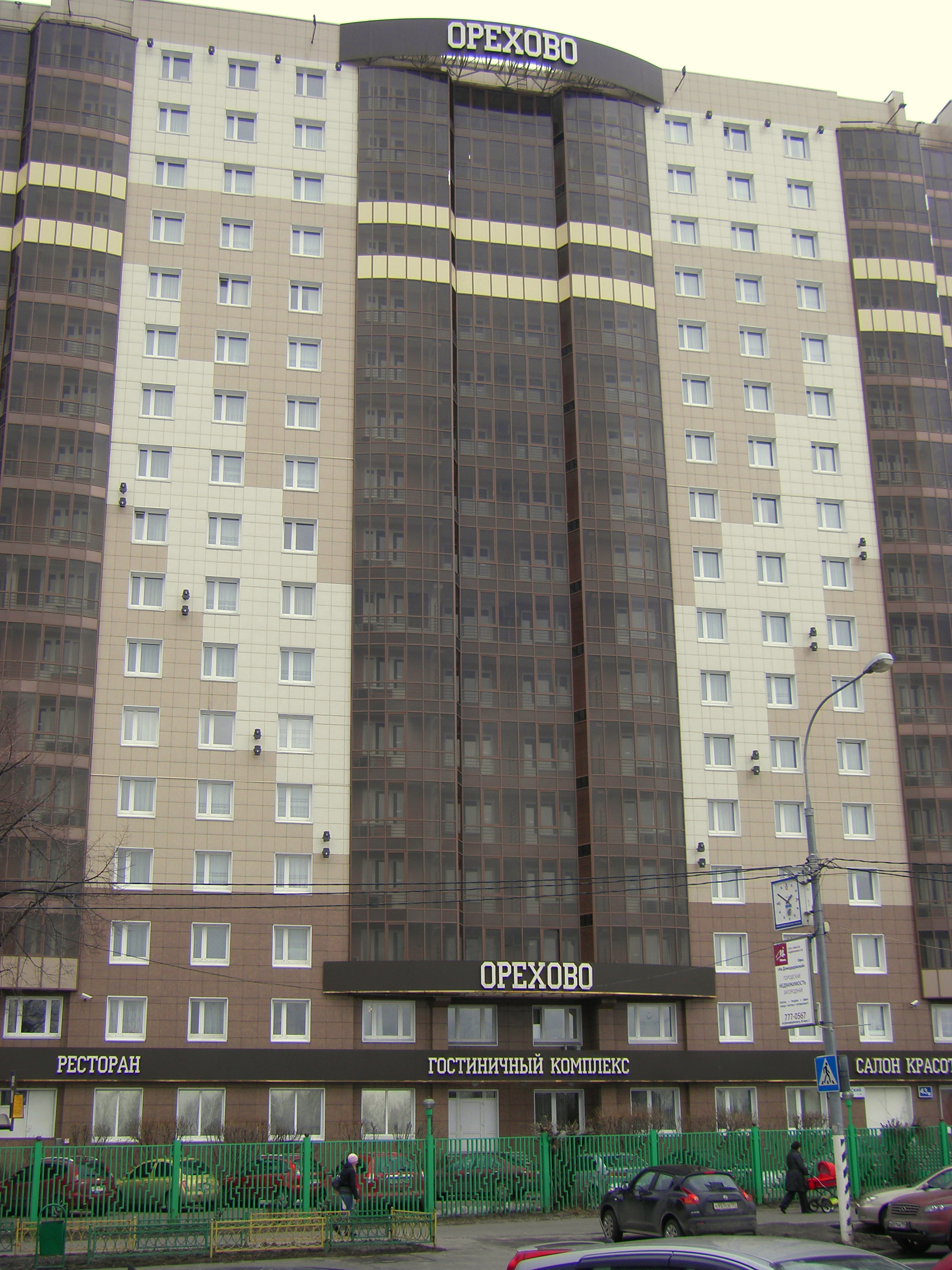
гостиница «Орехово» в 2012 году

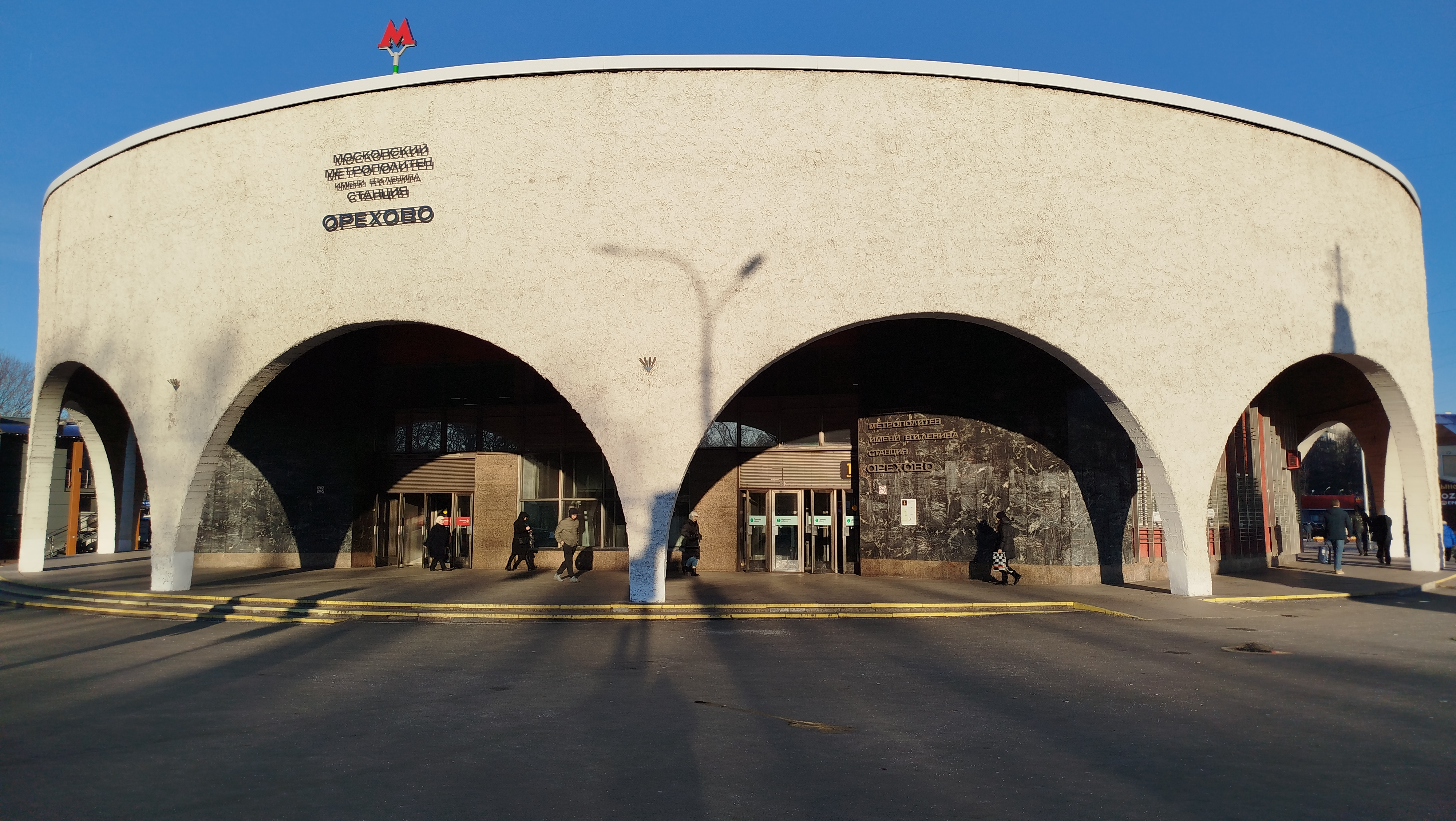
Южный вестибюль стации метро «Орехово»

- д. 31 — Геронтопсихиатрический центр милосердия Департамента социальной защиты г. Москвы;
- д. 37/1 — колледж гостиничного хозяйства № 37 «Царицыно»;
- д. 37, к. 2 — школа № 878;
- д. 39, к. 2 — жилой дом, ранее — гостиница «Орехово Апарт-Отель» (корпус № 2);
- д. 43, к. 1 — жилой дом, ранее — гостиница «Орехово Апарт-Отель» (корпус № 1) (на фото)
- д. 47 — жилой дом, ранее — гостиница «Царицыно»;
- д. 57 — Здание № 3 школы № 1207 (бывшая школа № 832);
- д. 59, к. 3, с. 3 — Здание аптеки, построенное в 1973 году по проекту архитекторов А. Ларина и Е. Асса[7]. Оригинальное решение фасада в виде красного креста утрачено, здание переоборудовано под универмаг «Пятёрочка»[8].
- д. 73 — вечерняя сменная школа № 144.

## Транспорт

### Автобус
- м78: метро «Орехово» — Ореховый бульвар — метро «Выхино».
- м83: метро «Каширская» — 6-й микрорайон Орехова-Борисова.
- 826: метро «Орехово» — Шипиловская улица — платформа «Бирюлёво-Пассажирская».
- 858: метро «Орехово» — улица Маршала Захарова — 6-й микрорайон Орехова-Борисова.
- с823: метро «Каширская» — 6-й микрорайон Орехова-Борисова.
- с854: метро «Орехово» — 3-я Радиальная улица.
- с894: метро «Орехово» — Ореховый бульвар — Гурьевский проезд.

### Метро
- Станция метро «Орехово» Замоскворецкой линии — у примыкания улицы Баженова.
- Станция метро «Домодедовская» Замоскворецкой линии — на перекрёстке Орехового бульвара и Каширского шоссе.

### Железнодорожный транспорт
- Платформа Москворечье Курского направления Московской железной дороги — у северного конца проезда, на Каширском шоссе.